# 托马斯·彼得松
托马斯·彼得松（瑞典語：Tomas Pettersson，1947年5月15日—），瑞典男子自行车运动员。他曾代表瑞典参加1968年夏季奥林匹克运动会自行车比赛，获得男子团体计时赛银牌。